# Ossido di promezio
L'ossido di promezio, formula chimica Pm2O3, è l'ossido del promezio.
È la forma più comune di promezio.